# Forces Armades de la Unió Soviètica
Forces Armades de la Unió Soviètica o SV SSSR (en rus: Вооружённые Силы Советского Союза, ВС Союза), també anomenades Forces Armades de la Unió de Repúbliques Socialistes Soviètiques (Вооружённые Силы Союза Советских Социалистических Республик, BC CCCP) fou el nom adoptat pel conjunt de les diverses forces armades soviètiques en unificar-se en una organització conjunta el 25 de febrer de 1946.
En sentit més ampli, el terme forces armades soviètiques designa, genèricament, aquelles forces armades d'estats designats com a soviètics; és a dir, essencialment, les forces armades de la RSFS de Rússia entre 1917 i 1922, i les de la Unió Soviètica entre 1922 i 1991; des dels inicis, a l'albada de la Guerra Civil Russa, fins a la dissolució al desembre de 1991.
Entre 1918 i 1946 existiren tres forces armades soviètiques independents entre si: 
- Exèrcit Roig Obrer i Camperol, RKKA (Рабоче-Крестьянская Красная Армия, РККА): exèrcit de terra, fundat el 15 (28) de gener de 1918. Incloïa com una de les seccions la força aèria, anomenada oficialment Flota Aèria Roja Obrera i Camperola, RKKVF (Рабоче-Крестьянский Красный Воздушный Флот, РККВФ) i fundada el 24 de maig de 1918;
- Flota Roja Obrera i Camperola, RKKF (Рабоче-Крестьянский Красный Флот, РККФ): armada, fundada el 29 de gener (11 de febrer) de 1918; en 1924-1937 dugué el nom de Forces Navals, VMS (Военно-Морские Силы, ВМС);
- les tropes de la Txeka/GPU/OGPU/NKVD/MVD, amb una sèrie complexa de reestructuracions i redenominacions al llarg dels anys: feien tasques de guàrdia fronterera i de tropes interiors.

El 1946 es constituïren les Forces Armades de l'URSS, compostes per les branques següents:
- Exèrcit Soviètic, SA (Советская Армия, CA, 1946), derivació de l'Exèrcit Roig; compost, al seu torn, per diverses branques: Tropes de Míssils Estratègics, RVSN (Ракетные войска стратегического назначения, РВСН, 1960); Tropes Terrestres, SV (Сухопутные войска, СВ, exèrcit de terra pròpiament dit, 1946); Tropes de Defensa Aèria, PVO (Войска Противовоздушной обороны, ПВО, 1948); Forces Aèries Militars, VVS (Военно-воздушные силы, ВВС, 1946, continuació de l'antiga Flota Aèria Roja); etc.
- Flota Naval de l'URSS, VMF SSSR (Военно-морской флот CCCP, ВМФ СССР, 1946): derivació de la Flota Roja; en 1950-1953 anomenada Forces Navals, VMS (Военно-Морские Силы, ВМС);
- Tropes de Defensa Civil de l'URSS, GO (Войска гражданской обороны СССР, ГО);
- Tropes Frontereres del KGB de l'URSS (Пограничные войска КГБ СССР);
- Tropes Interiors del MVD de l'URSS (Внутренние войска МВД СССР).

D'acord amb la llei de servei militar de tota la unió de setembre de 1925, les Forces Armades Soviètiques consistien en 5 components diferents: les Forces de Terra, les Forces Aèries, la Marina, el Directori Polític de l'Estat (OGPU) (predecessor del Comitè de Seguretat de l'Estat. L'OGPU posteriorment seria independent, unint-se a l'NKVD el 1934. Les tropes de l'Interior (NKVD/MVD i les Tropes Frontereres també formaven part de les Forces Armades de l'URSS fins al 1991. Després de la Segona Guerra Mundial s'inclogueren les Forces Estratègiques de Míssils (1960), les Forces Aèries de Defensa (1948) i les tropes del Cos de Defensa Civil, situant-se en el primer, tercer i sisè lloc del nivell d'importància dins de l'organigrama de defensa soviètic (les Forces Terrestres ocuparien el segon lloc, les Forces Aèries el quart, la Marina el cinquè, les Tropes Fronterers el setè i les Tropes de l'Interior el vuitè).

## Història

### Orígens
El Consell de Comissaris del Poble creà mitjançant decret de 15 de gener de 1918 l'Exèrcit Roig, basant-se en la Guàrdia Roja ja existent. El 23 de febrer de 1918, oficialment Dia de l'Exèrcit Roig, marcà el dia del primer allistament massiu a l'Exèrcit Roig a Moscou i a Petrograd, així com la seva primera acció de combat contra l'Exèrcit Imperial Alemany ocupant. El 23 de febrer esdevindria un important dia festiu dins del calendari de celebracions a la Unió Soviètica, posteriorment celebrat com a "Dia de l'Exèrcit Soviètic", continuant actualment a Rússia com a Dia dels Defensors de la Mare Pàtria. Es considera com a fundador de l'Exèrcit Roig a Lev Trotsky, Comissari del Poble per la Guerra entre 1918 i 1924.
A l'inici de la seva fundació, l'Exèrcit Roig funcionava com una formació voluntària, sense cap mena de graus ni divises. Per nomenar els oficials se celebraven eleccions democràtiques; però això canvià quan un decret de 29 de maig de 1918 imposava el servei militar obligatori a tots els homes entre 18 i 40 anys. Per poder realitzar aquestes grans lleves, els Bolxevics formaren comissariats militars regionals (военный комиссариат, военкомат (voenkomat)), que encara existeixen a Rússia per aquesta funció i amb el mateix nom.
Després que el General Aleksei Brusilov oferí els seus serveis als bolxevics el 1920, es decidí permetre l'allistament d'antics oficials de l'Exèrcit Imperial Rus. Les autoritats bolxevics crearen una comissió especial, sota la presidència de Lev Glezarov i, a l'agost de 1920, s'havien reclutat uns 315.000 ex-oficials. La majoria d'ells tenien la posició de conseller militar (voyenspets: "военспец" una abreviació de "военный специалист", especialista militar). Diversos preeminents comandants de l'Exèrcit Soviètic havien servit prèviament com a generals a l'Exèrcit Imperial. De fet, diversos antics membres de l'Exèrcit Imperial, principalment un membre del Consell Militar Suprem, Mikhaïl Bontx-Bruevitx, s'havia unit anteriorment als bolxevics.
Les autoritats bolxevics destinaren un comissari polític (politruk) a cadascuna de les unitats de l'Exèrcit Roig, el qual tenia autoritat per desautoritzar les decisions dels comandants d'unitat si aquestes eren contràries als principis del Partit Comunista. Si bé en algunes ocasions això resultà en un comandament ineficaç, el lideratge del Partit considerà com a necessari el control polític sobre el militar, a mesura que l'Exèrcit tenia cada cop més oficials del període tsarista pre-revolucionari.

### La Guerra Civil

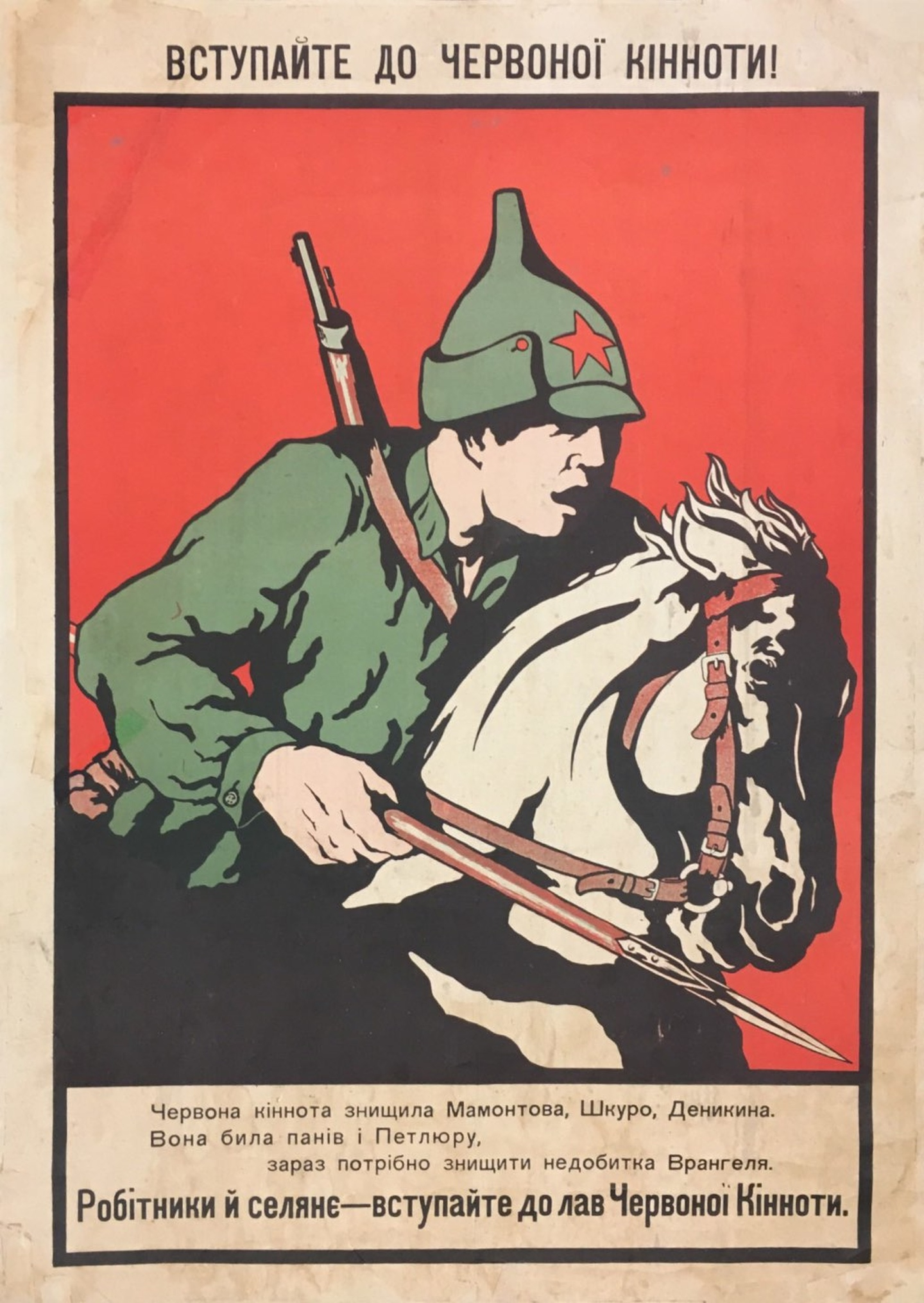
Cartell de la Cavalleria Roja, amb budiónovka. 1920

### La Guerra Poloneso-Soviètica
La Guerra poloneso-soviètica representà la primera campanya exterior de l'Exèrcit Roig. La contraofensiva soviètica que seguí a la invasió polonesa d'Ucraïna el 1920 va tenir diversos èxits inicials, però les forces soviètiques tingueren una derrota desastrosa a la batalla de Varsòvia el 1920.

### Extrem Orient
El 1934, Mongòlia i la Unió Soviètica, reconeixent l'amenaça de la cada cop major presència militar japonesa a Manxúria i a la Mongòlia inferior, acordaren cooperar en la defensa. El 12 de març de 1936, la cooperació s'incrementà amb la signatura del Tractat Soviètico-Mongol d'Amistat, de deu anys de vigència, el qual incloïa un protocol de defensa mútua.
Al maig de 1939, una unitat de cavalleria mongola topà amb cavalleria de Manxukuo al territori disputat a l'est del riu Halha (també conegut a Rússia com Халхин-Гол, Halhin Gol). Hi seguí un combat amb un destacament japonès, que va fer retrocedir als mongols fins a l'altra riba del riu. Les tropes soviètiques allà destinades d'acord amb el protocol de defensa van intervenir i van eliminar completament el destacament. L'escalada del conflicte semblava evident, i ambdós costats passaren el mes de juny reunint tropes. L'1 de juliol, les tropes japoneses ascendien a 38.000 homes, mentre que la força combinada soviètico-mongola només comptava amb 12.500. Els japonesos van travessar el riu, i després de 3 dies de combats, van ser rebutjats. Els japonesos seguirien intentant superar les defenses japoneses durant el mes de juliol, però sense èxit.
El 20 d'agost, Gueorgui Júkov inicià una gran ofensiva amb un dur atac aeri i un bombardeig d'artilleria previ de 3 hores de durada, després del qual tres divisions d'infanteria i cinc brigades cuirassades, amb el suport d'un regiment de caces i masses d'artilleria (57.000 homes en total), es llançaren contra els 75.000 japonesos atrinxerats a la zona. El 23 d'agost, tota la força japonesa havia quedat encerclada, i el 31 d'agost ja estava pràcticament destruïda. Els atacs aeris i artillers van destruir als japonesos que negaren rendir-se. Japó demanà un alto el foc, i el conflicte va concloure amb un acord signat entre la Unió Soviètica, Mongòlia i Japó el 15 de setembre a Moscou. Durant el conflicte, les pèrdues de l'Exèrcit Roig van ascendir a 9.703 morts i desapareguts en acció i 15.952 ferits. Els japonesos va tenir 25.000 morts.
Poc després de l'alto el foc, els japonesos negociaren accedir als camps de batalla per tal de recollir els seus morts. Trobar milers de cadàvers va causar una gran impressió en la baixa moral dels soldats japonesos. L'escala de la seva derrota probablement esdevingué un factor principal per descoratjar als soldats japonesos de llançar un atac contra els soviètics durant la Segona Guerra Mundial, la qual cosa permeté als soviètics enviar grans quantitats de tropes de l'Extrem Orient al teatre d'operacions europeu durant la tardor de 1941.

### La Purga de l'Exèrcit Roig

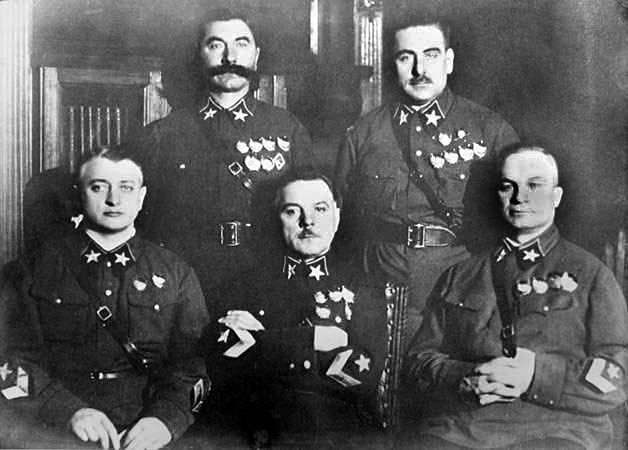
Els cinc primers Mariscals de l'URSS: Semion Budionni i Vassili Bliúkher (drets); Mikhaïl Tukhatxevski, Kliment Voroixílov i Aleksandr Iegorov (asseguts). Només Voroixílov i Budionni sobreviurien a la Purga

A finals de la dècada de 1930, enmig de la Gran Purga del conjunt de la Unió Soviètica, tingué lloc la "Purga des quadres de l'Exèrcit Roig". Les purgues tenien l'objectiu de netejar l'Exèrcit Roig "d'elements políticament inconfiables", principalment entre els oficials d'alt rang. Això oferí inevitablement un pretext convenient per a les venjances personals i de vegades es convertí en una cacera de bruixes. La Purga de l'Exèrcit eliminà a 3 dels 5 Mariscals soviètics existents (llavors equivalents a generals de 6 estrelles), 13 dels 15 comandants d'exèrcit (equivalents a generals de 4 i 5 estrelles), 8 dels 9 almiralls (la purga caigué especialment en la Marina, car se suposava que explotaven les seves oportunitats d'establir contactes a l'estranger), 50 dels 57 comandants de cos d'exèrcit, 154 dels 186 comandants de divisió, tots 16 comissaris polítics d'exèrcit i 25 dels 28 comissaris de cos d'exèrcit. En total, uns 30.000 membres de l'Exèrcit Roig van ser arrestats i executats.
El 1937, l'Exèrcit Roig sumava 1,3 milions d'homes, i aquesta xifra s'havia multiplicat per 3 al juny de 1941. Aquest augment requerí la ràpida promoció dels oficials inferiors, sovint mancats d'experiència o preparació, amb les conseqüents greus implicacions per a l'efectivitat de l'Exèrcit en la guerra que havia de venir contra Alemanya.

### La Segona Guerra Mundial

#### L'abast de la guerra
Com el seu nom indica, la II Guerra Mundial involucrà molts països i teatres. Va estar formada per diversos conflictes, els quals alguns historiadors poden considerar o no com a part de la mateixa guerra, depenent de la percepció o els prejudicis de l'examinador. Sigui com sigui, l'acceptació comuna és que la II Guerra Mundial s'inicià l'1 de setembre de 1939, quan l'Alemanya Nazi envaí Polònia, i acabà el 15 d'agost de 1945, quan el Japó anuncià la seva rendició. Conseqüentment, podem veure tots els principals conflictes militars d'aquest període com a episodis de la II Guerra Mundial. Aquest mètode d'anàlisi té una significació especial al teatre europeu, on qualsevol ús "independent" de les forces militars fora d'aquest període podia afectat la balança de poder i influir en el curs de la guerra. L'Exèrcit Soviètic tingué un paper principal en la guerra, amb la major xifra de baixes de totes les nacions que hi van participar.

#### La Campanya de Polònia

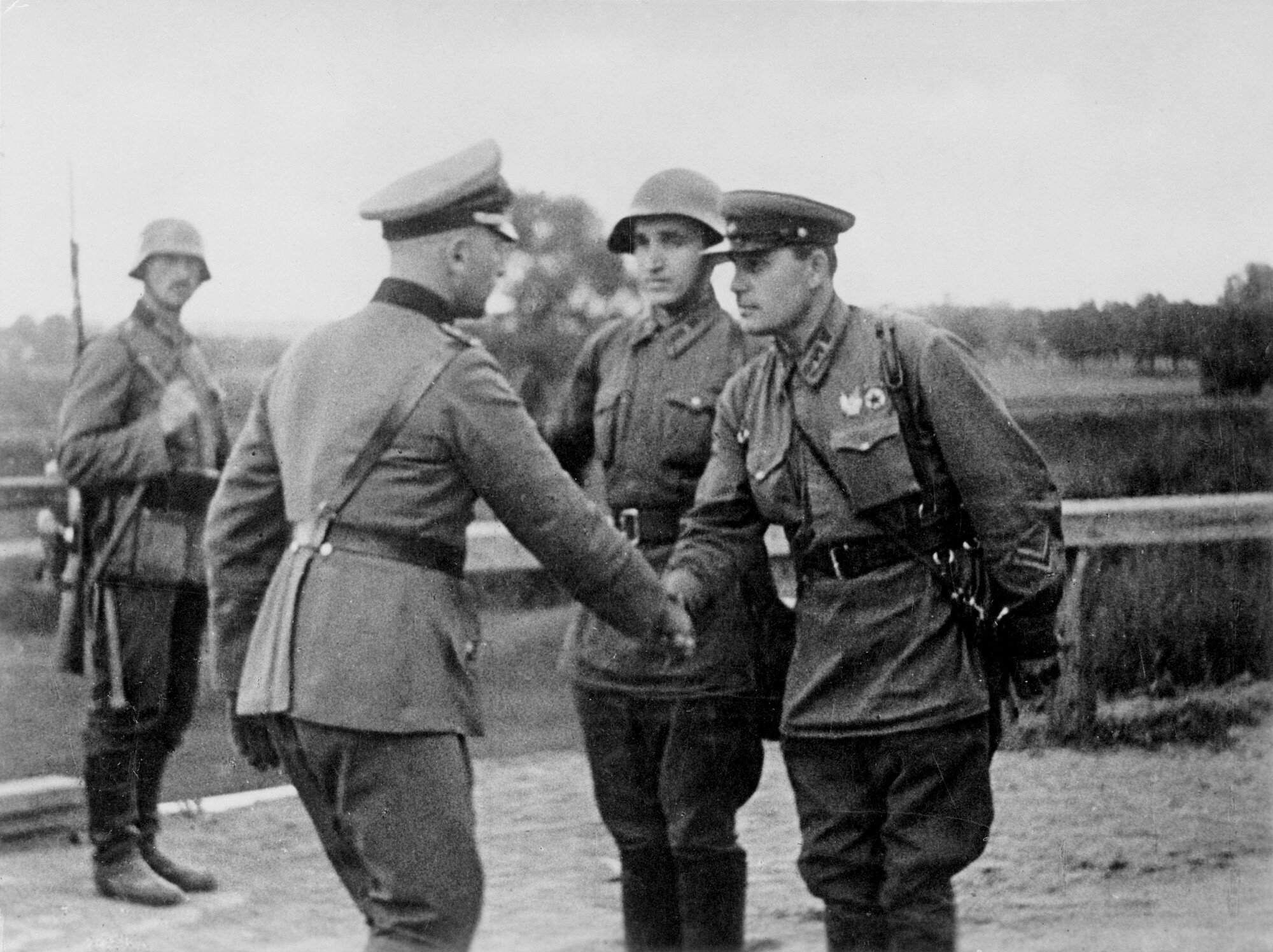
Tropes alemanyes i soviètiques encaixen les mans després de la invasió de Polònia

El 17 de setembre de 1939, l'Exèrcit Roig dirigí les seves tropes cap als territoris orientals de Polònia (actualment part d'Ucraïna i Belarús), usant el pretext oficial que anaven en ajut dels ucraïnesos i belarussos amenaçats per Alemanya, que havia envaït Polònia l'1 de setembre de 1939. La invasió soviètica inicià un segon front per als polonesos i els forçà a abandonar els plans de defensa a la zona del cap de pont romanès. L'avanç soviètic i alemany s'aturà a la Línia Curzon.
El Pacte Mólotov-Ribbentrop, que incloïa un protocol secret on es delimitaven les "esferes d'influència" de cada part, situà el decorat per a la partició de Polònia entre alemanys i soviètics. L'esfera d'influència soviètica incloïa el territori capturat en la campanya, que passà a formar part d'Ucraïna i Belarús.
Encara que la majoria d'esferes d'influència quedaven separades per barreres d'aigua, les tropes alemanyes i soviètiques es trobaren en diverses ocasions. La més notable va ser a Brest-Litovsk el 22 de setembre: el 19è Cos Panzer, sota el comandament de Heinz Guderian, havia ocupat Brest-Litovsk, que estava inclosa a la zona d'influència soviètica. Quan la 29a Brigada de Tancs soviètica, sota el comandament de S.M. Krivoixein s'aproparen a Brest-Litovsk, els comandants negociaren que les tropes alemanyes es retirarien, i les tropes soviètiques entrarien a la ciutat saludant-se els uns als altres. Només tres dies abans, això no obstant, ambdós exèrcits tingueren un encontre més danyí prop de Lviv, quan el 137è Gebirgsjägerregimenter alemany atacà un destacament de reconeixement de la 24a Brigada Blindada Soviètica; després d'unes quantes baixes en ambdós costats, les dues parts iniciaren negociacions, com a resultat de les quals les tropes alemanyes abandonaren la zona i les tropes soviètiques entraren a Lviv el 22 de setembre.
D'acord amb "Baixes i pèrdues en combat soviètiques durant el segle XX", editat pel Coronel General Krivoixeev, les tropes soviètiques a Polònia sumaven a 466.516. Les fonts poloneses donen un total de 800.000. Les tropes de l'Exèrcit Roig van tenir una escassa resistència, principalment a causa que la majoria de les tropes poloneses estaven combatent als alemanys a la frontera occidental, però també en part per una ordre del Comandament Suprem Polonès on es deia que no combatessin als soviètics, i també en part perquè molts ciutadans polonesos de la regió de Kresy (ucraïnesos i belarussos) veien les tropes soviètiques com a alliberadores. L'Organització dels nacionalistes ucraïnesos s'alçà entre els polonesos, i els partisans comunistes organitzaren revoltes locals, com a Skidel, on robaren i assassinaren als polonesos. L'Exèrcit Roig comptabilitzà unes pèrdues de 1.475 morts i desapareguts i 2.383 ferits. Les pèrdues de l'Exèrcit Polonès estan estimades entre 6.000 i 7.000; l'Exèrcit Roig informà que havia desarmat uns 452.536 homes, però aquesta xifra probablement inclou un gran nombre d'homes que no figuraven com a soldats regulars polonesos. L'Enciclopèdia Polonesa dona una xifra de 240.000 presoners capturats pels soviètics.

#### Les Campanyes de Finlàndia
La Guerra d'Hivern (finès: talvisota, rus: Зимняя война, suec: vinterkriget), també anomenada Guerra sovièticofinesa començà quan la Unió Soviètica atacà Finlàndia el 30 de novembre de 1939, tres mesos després de la invasió de Polònia per part de l'Alemanya Nazi. Com que l'atac va considerar-se il·legal, la Unió Soviètica va ser expulsada de la Societat de Nacions el 14 de desembre. La Guerra d'Hivern va ser un desastre militar per a la Unió Soviètica, car les seves tropes no van complir el seu objectiu primari de la conquesta de Finlàndia, ja que només van aconseguir una secessió de territori al costat del llac Ladoga. Els finesos van retenir la seva sobirania i van atraure considerable bona voluntat internacional.
La Guerra de Continuació (finès: jatkosota, suec: fortsättningskriget, rus: Советско-финская война), que va tenir lloc entre el 25 de juny de 1941 i el 19 de setembre de 1944, va ser la segona de les dues guerres que van mantenir Finlàndia i la Unió Soviètica durant el transcurs de la II Guerra Mundial. En aquells moments el nom s'usà per deixar clar que aquesta era conseqüència de la Guerra d'Hivern, que havia acabat el 13 de març de 1940; mentre que per la Unió Soviètica només es tractà d'un dels fronts de la Gran Guerra Patriòtica contra el Tercer Reich i els seus aliats. De manera semblant, Alemanya va veure les seves operacions a la regió com una part més dels seus esforços durant la II Guerra Mundial. Finlàndia va ser més un co-bel·ligerant amb Alemanya contra la Unió Soviètica que no pas un aliat durant la duració de la Guerra de Continuació. La guerra acabà de manera positiva per als soviètics: car Finlàndia hauria de fer diverses concessions: la Unió Soviètica mantindria les fronteres de 1940, amb l'addició de la zona de Petsamo, la península de Porkkala (adjacent a la capital finesa, Hèlsinki) va ser lliurada als soviètics com a base naval per 50 anys i amb els drets de trànsit garantits. No obstant això, i en contrast amb la resta dels països del front oriental (a on la guerra es lluità fins al final), no va haver-hi ocupació soviètica de Finlàndia i aquesta va romandre sobirana.

#### La Gran Guerra Patriòtica
A la tardor de 1940 havia emergit un nou orde mundial: l'Alemanya Nazi i els seus aliats dominaven la major part del continent europeu. Només el Regne Unit a l'oest i la Unió Soviètica a l'est podien desafiar l'hegemonia feixista. Entre l'Alemanya Nazi i Gran Bretanya no hi havia cap frontera terrestre en comú, però existia un estat de guerra entre ells; però en canvi, els alemanys tenien una extensa línia fronterera amb la Unió Soviètica, la qual es mostrà neutral davant el conflicte europeu, a causa per un pacte de no-agressió i de nombrosos acords de comerç.
Per a Hitler, la situació no va ser mai un dilema: Drang nach Osten ("camí cap a l'est") seguia sent l'ordre del dia. Això culminà el 18 de desembre amb el lliurament de la "Directiva 21" – Maleta Barbarroja, que començava dient: "les Forces Armades Alemanyes han d'estar preparades per esclafar la Rússia Soviètica en una ràpida campanya abans del final de la guerra contra Anglaterra. Fins i tot abans del lliurament de la directiva, l'Estat Major General alemany havia desenvolupat plans detallats per a una campanya anti-soviètica. El 3 de febrer de 1941 s'aprovà el pla final per a l'operació Barbarroja, i l'atac es programà per a mitjans de maig de 1941. Però els successos de Grècia i Iugoslàvia retardaren l'inici de les operacions fins a la segona meitat de juny.
En el moment de l'atac alemany al juny de 1941, l'Exèrcit Roig disposava de 303 divisions i 22 brigades (4,8 milions d'homes), incloent 166 divisions i 9 brigades (2,9 milions de tropes) estacionades als districtes militars occidentals. Pel seu costat, l'Eix desplegà al Front Oriental 181 divisions i 18 brigades (5,5 milions d'homes). Durant les primeres setmanes de la guerra, virtualment tota la Força Aèria Soviètica quedà anihilada a terra, es perdé la major part de l'equipament, tancs, artilleria, i les principals derrotes alemanyes deixaren atrapades centenars de milers de soldats de l'Exèrcit Roig en grans bosses.
Les tropes soviètiques patiren enormement a causa dels baixos nivells de preparació, principalment causats per una reluctant decisió del govern soviètic i l'alt comandament a mobilitzar l'exèrcit. També important era la superioritat tàctica general de l'exèrcit alemany, que ja feia dos anys que estava portant a terme aquella mena de guerra. El creixement precipitat de preguerra, així com l'excés de promoció dels quadres de l'Exèrcit Roig i la desaparició d'oficials experimentats durant les Purgues inclinaren encara més la balança en favor dels alemanys. Finalment, la superioritat numèrica absoluta de l'Eix tampoc no pot ser subestimada.
Una generació de brillants comandants soviètics (el més notable dels quals va ser Gueorgui Júkov) va aprendre de les derrotes, i les victòries soviètiques a Moscou, Stalingrad, Kursk i finalment a l'operació Bagration esdevingueren decisives en el que a la Unió Soviètica passà a conèixer-se com la Gran Guerra Patriòtica.
El govern soviètic adoptà diverses mesures per tal de millorar l'estat i la moral d'un Exèrcit Roig en retirada el 1941. La propaganda soviètica abandonà les crides polítiques a la lluita de classes, invocant en canvi els profunds sentiments patriòtics del poble, recordant la història de la Rússia pre-revolucionària. Els propagandistes anomenaren la guerra contra els agressors alemanys com la "Gran Guerra Patriòtica", en al·lusió a la Guerra Patriòtica de 1812 contra Napoleó Bonaparte. Les referències als antics herois militars russos com Alexandre Nevski o Mikhaïl Kutúzov entre d'altres començaren a aparèixer. El 6 de gener de 1943 Stalin restaurà els antics graus i divises de l'època tsarista, així com creà moltes noves distincions individuals com ordes i medalles. Les repressions contra l'Església Ortodoxa Russa s'aturaren, i els preveres restituïren la tradició de beneir les armes abans de la batalla. El Partit Comunista abolí la figura dels comissaris polítics, tot i que els restituí poc després. També reaparegué el concepte de la Guàrdia: unitats que havien mostrat un heroisme excepcional en combat reberen els noms de "Regiment de la Guàrdia", "Exèrcit de la Guàrdia", etc.
Durant la Gran Guerra Patriòtica, l'Exèrcit Roig reclutà a 29.574.900 homes, a més dels 4.826.907 que ja es trobaven en servei a l'inici de la guerra. D'aquest, 6.329.600 van morir en acció, 555.400 van morir per malaltia i 4.559.000 van desaparèixer en acció (principalment capturats). D'aquests, 11.444.100 tornaren a l'Exèrcit a mesura que els soviètics reconquerien territori i 1.836.000 més tornaren del captiveri alemany. El total de baixes va ascendir a 8.668.400. La major part de baixes van ser d'ètnia russa (5.756.000), seguits dels ucraïnesos (1.377.400). Es concedí en 11.633 ocasions el títol d'Heroi de la Unió Soviètica.
Les pèrdues alemanyes al Front Oriental estimen uns 3.604.800 morts i desapareguts (principalment morts) i 3.576.300 capturats, totalitzant 7.181.100. les pèrdues dels satèl·lits alemanys al Front Oriental van ser d'uns 668.163 morts i desapareguts i 799.982 capturats (1.468.145 en total). D'aquests 8.649.300 presoners, els soviètics n'alliberarien 3.572.600 de la captivitat després de la guerra, de manera que el total de baixes de l'Eix s'estima en uns 5.076.700.
Una comparació de les baixes demostra el cruel tractament dels presoners soviètics en mans dels nazis: la majoria dels presoners de l'Eix van morir en captivitat; de tots els presoners alemanys capturats a Stalingrad, només uns 5.000 van aconseguir sobreviure i tornar a Alemanya. El destí dels presoners soviètics va ser igual o fins i tot pitjor.
Durant la primera part de la guerra, l'Exèrcit Roig tenia un armament de variada qualitat. Tenia una artilleria excel·lent, però no tenia prou camions per maniobrar-la o per portar-li subministraments, i per tant, la Wehrmacht en capturà molta. Els tancs T-34 es mostraren superior a la majoria de tancs del moment, tot i que la majoria d'unitats cuirassades soviètiques no tenien models tan avançats; a més que el problema de subministraments afectava per igual les formacions equipades amb els tancs més moderns. La Força Aèria Roja inicialment realitzà una pobre actuació davant dels alemanys. El veloç avanç alemany en territori soviètic va fer que el subministrament fos molt difícil, si no impossible, car la major part de la indústria bèl·lica soviètica estava a l'oest del país i va haver de traslladar-se als Urals a correcuita.

#### La Campanya de Manxúria
Després del final de la guerra a Europa, l'Exèrcit Roig atacà Japó i Manxukuo, l'estat titella japonès a Manxúria el 9 d'agost de 1945 i, en combinació amb les tropes mongoles i comunistes xineses, superà ràpidament l'Exèrcit Kwantung. Les tropes soviètiques també atacaren a Sakhalín, a les illes Kurils i a la Corea septentrional. Japó es rendí incondicionalment el 2 de setembre de 1945.

### La Guerra Freda
El 1945 la Unió Soviètica només tenia Forces de Terra, Forces Aèries i Marina. Els dos Narkomats, un supervisant les Forces de Terra i Aèries i l'altre dirigint la Marina, es combinaren en el Ministeri de les Forces Armades al març de 1946. El 1948 es formà un nou servei: les Tropes de Defensa Nacional Aèria. El ministeri es dividí en dos de nou entre 1950 i 1953, però tornà a unir-se com a Ministeri de Defensa. Sis anys després, el 1960, es formaren les Forces Estratègiques de Míssils. Les Forces Aerotransportades, el VDV, també s'activaren en aquesta època com a Reserva de l'Alt Comandament Suprem. Fora del control de les Forces Armades estaven el Tyl, o Serveis de Rereguarda de les Forces Armades, les Tropes de Defensa Civil i les Tropes de Fronteres i Internes.
Els efectius de l'exèrcit soviètic passaren dels 13 milions a finals de la guerra a aproximadament 2,8 milions el 1948. Per tal de controlar el procés de desmobilització, el nombre de districtes militars s'incrementà temporalment a 33, reduint-se a 21 al 1946. Els efectius de l'Exèrcit durant la major part de la Guerra Freda oscil·laren entre els 4 i els 5 milions, d'acord amb les estimacions occidentals. La legislació soviètica requeria que tots els homes aptes físicament servissin un mínim de dos anys. Com a resultat, l'exèrcit soviètic va ser l'exèrcit actiu més gran en actiu entre 1945 i 1991. Les unitats de l'Exèrcit Soviètic que havien conquerit els països de l'Europa Oriental es quedaren en ells per tal d'assegurar els règims que esdevindrien estats satèl·lits de la Unió Soviètica i per eliminar la resistència pro-independència i després per fer front les forces de l'OTAN. La major presència militar soviètica va ser a l'Alemanya Oriental, dins del Grup de Forces Soviètiques a Alemanya, però també tenien forces menors a la resta de països, incloent el Grup de Forces Nord a Polònia, el Grup de Forces Centre a Txecoslovàquia i el Grup de Forces Sud a Hongria. A la mateixa Unió Soviètica, durant la dècada dels 50 les forces van ser dividides en 15 districtes militars, incloent els de Moscou, Leningrad o el del Bàltic.
El trauma de la devastadora invasió alemanya de 1941 influencià la doctrina militar soviètica durant la Guerra Freda per combatre els enemics en el seu territori, en una zona sota l'hegemonia soviètica, però evitant disputar la guerra al propi territori soviètic. Per tal d'assegurar els interessos soviètics a l'Europa Oriental, l'Exèrcit Soviètic s'encarregà d'esclafar qualsevol aixecament anti-soviètic a l'Alemanya Oriental (1953), Hongria (1956) o Txecoslovàquia (1968). Com a resultat del Conflicte fronterer xinosoviètic es creà un setzè districte militar el 1969, el Districte Militar de l'Àsia central, amb Quarter General a Alma-Ata. Per millorar les capacitats bèl·liques a nivell de teatre, a finals de la dècada de 1970 i inicis dels 80 es crearen quatre alts comandaments, agrupant els districtes militars, grups de forces i flotes. En primer lloc s'establí l'Alt Comandament de l'Extrem Orient, seguits pels Alts Comandaments Oest i Sud-oest, dirigits cap a Europa, i l'Alt Comandament Meridional amb seu a Baku, orientat cap a l'Orient Mitjà.
La confrontació amb els Estats Units durant la Guerra Freda va prendre la forma principalment de l'amenaça mútua amb l'arma nuclear: la Unió Soviètica va invertir enormement en la capacitat nuclear de l'exèrcit, especialment en la producció de míssils balístics i de submarins nuclears. Les hostilitats obertes van prendre la forma de guerres de poders, amb la Unió Soviètica i els Estats Units donant suport a règims clients lleials o moviments rebels als països del Tercer Món.

#### El contingent a l'Afganistan

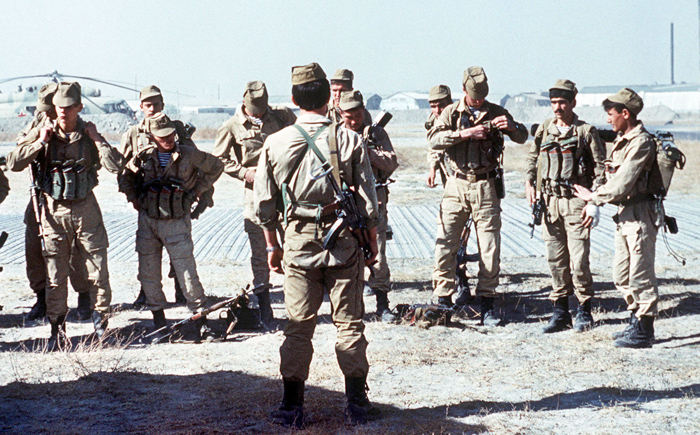
Un grup d'operacions especials soviètic, els Spetsnaz, es prepara per a una missió a l'Afganistan.

El 1979, l'Exèrcit Soviètic va intervenir en una guerra civil, penetrant a l'Afganistan. L'Exèrcit Soviètic anà a donar suport un govern secular pro-soviètic amenaçat per les guerrilles funamentalistes musulmanes equipades i finançades pels Estats Units. Tècnicament superiors, els soviètics no tenien prou tropes per controlar i assegurar la frontera. Això resultà de la vacil·lació del Politburó, que només havia permès un "contingent limitat" de només entre 80.000 i 100.000 tropes. Conseqüentment, els insurgents locals van poder usar tàctiques de colpejar i fugir, usant rutes de fugida fàcils i amb bons canals de subministrament. Això convertí la situació soviètica en desesperada des del punt de vista militar (amb els soviètics usant tàctiques de terra cremada, les quals no havien estat emprades pels soviètics des de la II Guerra Mundial al seu propi territori). Aquesta manera de fer la guerra va ser molt impopular entre l'exèrcit soviètic.
Amb l'arribada de la glàsnost, els mitjans soviètics van poder començar a informar de les altes xifres de baixes, que van convertir la guerra en molt impopular en general, fins i tot quan les baixes eren modestes, amb un nivell d'unes 1.670 per any. La guerra també era un argument internacional, la qual cosa va fer que finalment Gorbatxov ordenés retirar les tropes soviètiques de l'Afganistan.
La "Síndrome Afganesa" va ser semblant a la "Síndrome del Vietnam" que assolà l'exèrcit nord-americà després de perdre la guerra d'allà. Tàcticament, ambdós bàndols van concentrar-se atacant les línies de subministrament, però els mujaidins afganesos estaven ben enterrats en túnels i posicions defensives, quedant protegits davant els atacs de l'artilleria i l'aviació. En l'atac soviètic contra Jawar el 1986 abans de retirar-se, 800 guerrillers van mantenir-se contra una força de 6.600 soldats soviètics i 12 dies de bombardeig en La Campanya de les Coves.
L'enorme cost de mantenir un exèrcit de 5 milions de membres en temps de pau, així com de mantenir una guerra de 9 anys a l'Afganistan, es demostraren com a factors de gran importància en la contribució en la decaiguda de l'economia soviètica i de la mateixa Unió.

### El final de la Unió Soviètica

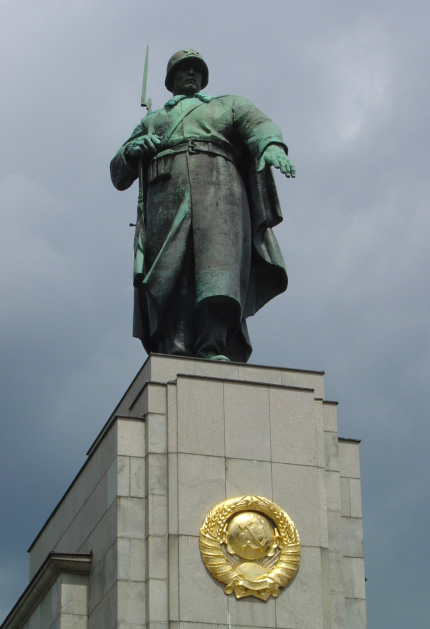
Monument a l'Exèrcit Roig a Berlín.

Entre 1985 i 1990, el nou líder de la Unió Soviètica, Mikhaïl Gorbatxov, intentà reduir la força de l'Exèrcit d'acord amb les peticions econòmiques. El seu govern intentà reduir lentament la mida de l'exèrcit. El 1989, les tropes soviètiques havien abandonat les posicions als països del Pacte de Varsòvia; i aquell mateix any també abandonaren Afganistan. A finals de 1990, tot el bloc soviètic s'havia col·lapsat davant l'onada de les revolucions democràtiques. Com a resultat, els ciutadans començaren ràpidament a donar l'esquena al govern comunista. Mentre que la Unió Soviètica es dirigia cap a la desintegració, els militars jugaren un paper sorprenent i inefectiu en rematar el sistema soviètic. Els militars intentaren suprimir diversos conflictes al Caucas i a l'Àsia central, però sovint es demostraren incapaços en restaurar la pau i l'ordre. El 9 d'abril de 1989, l'exèrcit, juntament amb unitats del MVD massacraren uns 190 manifestants a Tbilsi (Geòrgia. La següent gran crisi va tenir lloc a l'Azerbaidjan, quan l'exèrcit soviètic entrà a Bakú el 19-20 de gener de 1990, eliminant el govern rebel de la república i matant centenars de civils en el procés. El 13 de gener de 1991, les tropes soviètiques entraren a la Ràdio Estatal i a l'Edifici de la Televisió i a la torre de retransmissió de televisió de Vílnius (Lituània), totes elles sota control de l'oposició, matant 14 persones i matant a 700 persones.
A mitjans de 1991, la Unió Soviètica arribà a l'estat d'emergència. D'acord amb la comissió oficial (l'Acadèmia Soviètica de Ciències) nomenada pel Soviet Suprem immediatament després dels successos d'agost de 1991, l'Exèrcit no va tenir cap paper destacat en el que es va descriure com un cop d'estat de la vella guàrdia comunista: els comandants enviaren els tancs als carrers de Moscou, però (d'acord amb tots els comandants i soldats) només amb ordres d'assegurar la seguretat de la població. Encara no és clar perquè les forces militars van entrar a la ciutat, però és clar que no tenien l'objectiu d'enderrocar a Gorbatxov (llavors absent a la costa del mar Negre) o el govern. El cop fracassà principalment perquè els participants no van prendre cap acció decisiva, i després de diversos dies d'inactivitat el cop simplement s'aturà. Només va haver una confrontació entre civils i les tripulacions dels tancs durant el cop, que resultà amb la mort de tres civils. Encara que les víctimes van ser proclamades herois, les autoritats no van acusar la tripulació del tanc amb cap càrrec. Ningú no va donar ordres de disparar a ningú.
Després de l'intent de cop d'agost de 1991, els líders de la Unió Soviètica pràcticament no tenien cap autoritat sobre les repúbliques. Pràcticament totes les repúbliques de la Unió declararen la seva intenció d'escindir-se i començaren a presentar lleis desafiant el Soviet Suprem. El 8 de desembre de 1991, els Presidents de Rússia, Belarús i Ucraïna declararen la Unió Soviètica com a dissolta i signaren el tractat d'establiment de la Comunitat d'Estats Independents. Gorbatxov finalment dimití el 25 de desembre de 1991, i l'endemà el Soviet Suprem de la Unió Soviètica, màxim cos governamental, es va dissoldre a si mateix, acabant oficialment l'existència de la Unió Soviètica. Durant l'any següent van haver diversos intents de mantenir la seva unitat i transformar-la, però fracassaren. Les unitats destinades a Ucraïna i a altres repúbliques van jurar lleialtat als nous governs nacionals, amb una sèrie de tractats entre els nous estats independents que dividien els recursos militars. Després del col·lapse de la Unió Soviètica, l'Exèrcit Soviètic va dissoldre's i els països successors de la Unió Soviètica es dividiren els seus recursos. La divisió va tenir lloc basant-se en arguments regionals, amb els soldats soviètics originaris de Rússia passant a formar part del nou Exèrcit de Rússia, mentre els soldats originaris del Kazakhstan passaren a formar part del nou Exèrcit Kazakh, i així amb la resta. Com a resultat, el gruix de l'Exèrcit Soviètic, incloent tots els míssils nuclears van ser incorporats a les Forces Terrestres de Rússia.
A mitjans de 1992, Borís Ieltsin es nomenà a si mateix com a nou Ministre de Defensa Rus, fent un pas crucial en les noves Forces Armades Russes, comprenent el gruix del que encara quedava. Els darrers vestigis de la vella estructura de comandament soviètica van ser finalment dissoltes al juny de 1993. Durant els anys següents, les antigues forces soviètiques es retiraren de l'Europa Central i Oriental (incloent les Repúbliques Bàltiques), així com de les noves repúbliques post-soviètiques de l'Azerbaidjan, Armènia, Geòrgia (parcialment), Uzbekistan, el Kazakhstan, Kirguizstan. Actualment, les forces russes encara ocupen posicions a Tadjikistan, així com en alguns llocs aïllats incloent l'estació espacial de Garbala (Azerbaidjan), el Cosmodrom Baikonur i altres instal·lacions espacials al Kazakhstan i un centre de proves navals a Issyk-Kul (Kirguizstan). Mentre que en diversos llocs la retirada no va tenir cap problema, l'exèrcit rus es quedà en diverses zones disputades com la base naval de Sebastòpol a Crimea o a Abkhazia, Geòrgia.

## Personal

### Graus i funcions

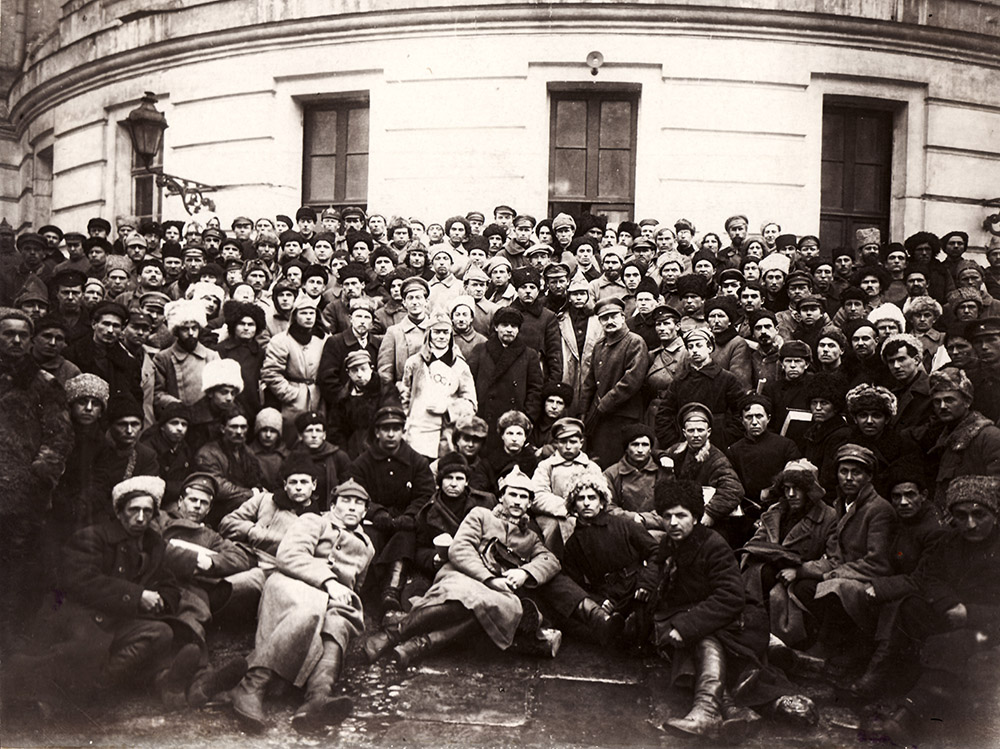
Lenin, Trotsky i soldats de l'Exèrcit Roig a Petrograd.

En un inici, l'Exèrcit Roig abandonà la institució d'un cos d'oficials com a "herència del tsarisme" durant el curs de la Revolució. En particular, els bolxevics condemnaren l'ús del mot oficial i empraren el terme comandant. L'Exèrcit Roig abandonà les divises i els graus militars, i usà títols purament funcionals com ara comandant de Divisió, comandant de Cos, etc. El 1924, aquest sistema se suplementà amb les "categories de servei", des de K-1 (el més baix) fins a K-14 (el màxim). Les categories servei operaven essencialment com a graus, tot indicant l'experiència i les qualificacions del comandant. Les divises ara denotaven la categoria, no la posició del comandant. Tot i això, encara calia usar títols per a adreçar-se als comandant, la qual cosa podia ser "camarada adjunt al cap de l'Estat Major del Cos. Si no se sabia la posició d'un comandant, s'usava una de les posicions possibles, per exemple, comandant de Regiment per K-9.
El 22 de setembre de 1935, l'Exèrcit Roig abandonà les categories de servei i introduí els graus personals: es restauraren els graus tradicionals entre els de sergent major i de coronel, i es creà el de Mariscal de la Unió Soviètica; en canvi, els graus inferiors i els de generalat continuaven essent comandants. Aquests graus, però, usaven una barreja única de títols funcionals i graus tradicionals. Per exemple, els graus incloïen tinent i Komdiv (Комдив, Comandant de Divisió). A això li seguiren més complicacions quant als graus funcionals i de categoria per als oficials polítics (per exemple, comissari de Brigada, comissari de 2a d'Exèrcit...), de cossos tècnics (enginyer de 3r rang, enginyer de Divisió), així com dels cossos administratius, mèdics i d'altres de no combatents.
Hi hagué modificacions posteriors del sistema. El 1937 s'hi afegiren els graus de tinent inferior i tècnic militar inferior. El 7 de maig de 1940, els diversos graus de General i Almirall substituïren els graus funcionals superiors de Kombrig, Komdiv, Komkor, Komandarm; la resta de graus funcionals superiors (comissari de Divisió, enginyer de Divisió, etc.) no en fou afectada. El 2 de novembre de 1940, el sistema va tornar a ser modificat amb l'abolició dels graus funcionals i la restauració dels tradicionals en la tropa i els sots-oficials, així com amb la introducció del grau de podpolkóvnik (Tinent Coronel).
A inicis de 1942 tots els graus funcionals dels cossos tècnics i administratius van ser regularitzats (per exemple, enginyer major, coronel enginyer, capità del Servei d'Intendència, etc.). El 9 d'octubre de 1942, les autoritats van abolir el sistema de comissaris militars, juntament amb els graus de comissari. Els graus funcionals només van romandre als cossos mèdic, veterinari i legislatiu. El grau naval de contramestre va tornar a la Flota Roja com a grau de sots-oficial, i hi romandria fins s la dècada de 1970. Els antics graus funcionals de Kombat (comandant de Batalló o Bateria), Kombrig (comandant de Brigada) i Komdiv (comandant de Divisió) només van continuar en l'ús informal.
A mitjans de 1943, una unificació del sistema abolí tota la resta de graus funcionals. El mot oficial fou restautat juntament amb les pales i les divises de l'època tsarista, en versió adaptada. Els graus i les divises de 1943 no van canviar gaire fins al final de la Unió Soviètica, i l'Exèrcit Rus actual usa bàsicament el mateix sistema.
Al final de la Segona Guerra Mundial, el grau d'almirall de la Flota, des de 1945 equivalent al de mariscal, passà a anomenar-se Almirall de la Flota de la Unió Soviètica el 1955. En la dècada de 1960, aquest grau es transformà en un de nou quan les noves ordenances implantaren el grau d'almirall de la Flota de la Unió Soviètica, equivalent al de General d'Exèrcit.
El 1972, s'inicià la darrera transformació del sistema amb el grau de pràporsxik (oficial tècnic), afegit en l'Exèrcit i rn la Força Aèria per als sots-oficials des del grau de starxinà (sergent major). Però a la Marina Soviètica, el grau de contramestre passà a propi dels oficials tècnics navals des que s'hi creà el nou grau de sergent major en cap de Vaixell per als sots-oficials del servei naval.

### Estat Major General
El 22 de setembre de 1935, les autoritats soviètiques redenominà l'Estat Major de l'Exèrcit Roig com a Estat Major General, que essencialment es tractava d'una reencarnació de l'Estats Major General de l'Imperi Rus. Diversos dels antics oficials de l'Estat Major de l'Exèrcit Roig havien servit com a oficials de l'Estat Major General Imperial. Els oficials de l'Estat Major General normalment tenien una extensa experiència de combat i una sòlida preparació acadèmica.

### L'educació militar
Durant la Guerra Civil, els quadres de comandants rebien entrenament a l'Acadèmia General d'Estat Major de l'Exèrcit Roig (Академия Генерального штаба РККА), un àlies de l'Acadèmia General d'Estat Major Nicolau (Николаевская академия Генерального штаба) de l'Imperi Rus. El 5 d'agost de 1921, l'Acadèmia esdevingué Acadèmia Militar de l'Exèrcit Roig (Военная академия РККА), i el 1925, l'Acadèmia Militar de l'Exèrcit Roig Frunze. Els comandants superiors i suprems rebien preparació als Màxims Cursos Acadèmics Militars (Высшие военно-академические курсы), redenominats el 1925 com a Cursos Avançats pel Comandament Suprem (Курсы усовершенствования высшего начальствующего состава); el 1931, la creació d'una Facultat d'Operacions a l'Acadèmia Militar Frunze substituí aquests cursos. El 2 d'abril de 1936 es reinstaurà l'Acadèmia d'Estat Major General, que esdevindria la principal acadèmia per als comandants superiors i suprems de l'Exèrcit Roig, així com un centre per a estudis militars avançats.
Cal advertir que les instal·lacions educatives de l'Exèrcit Soviètic, tot i anomenar-se "acadèmies", no es corresponen amb les acadèmies militars dels estats occidentals. Les acadèmies soviètiques eres escoles de postgrau, obligatòries per als oficials que aspiraven als graus superiors (per exemple coronel des de la dècada de 1950). En canvi, l'educació bàsica dels oficials de les Forces Armades de l'URSS s'impartia a les instal·lacions anomenades военная школа o военное училище, que pot traduir-se com a 'escola militar', comparables a les "acadèmies" occidentals com l'Acadèmia Militar dels Estats Units o Sandhurst.

### Doctrina militar
El significat soviètic del terme "doctrina militar" diferia molt de l'usatge nord-americà del terme. El ministre de Defensa soviètic mariscal Andrei Gretxko el definí el 1975 com "un sistema de punt de vista sobre la naturalesa de la guerra i els mètodes per fer-la front, i sobre la preparació del país i de l'exèrcit per la guerra, oficialment adoptat per l'Estat i les seves forces armades". Els teòrics soviètics posaven èmfasi tant en l'aspecte polític com tècnic-militar de la doctrina militar, mentre que a ulls soviètics, els occidentals ignoraven l'aspecte polític.

### Control del Partit sobre les Forces Armades
El Partit Comunista tenia diversos mecanismes de control sobre les forces armades. Primer, a partir d'un cert rang, només els membres del Partit podien ser comandants militars, quedant així subjectes a la disciplina del Partit. En segon lloc, els màxim caps militars quedaven sistemàticament integrats als màxims graons del Partit. En tercer lloc, el Partit situà un cos de comissaris polítics per tots els escalafons de les forces armades per tal d'influenciar les activitats dels militars.
Un comandant polític (zampolit) servia com a comissari polític de les forces armades. Un zampolit supervisava les organitzacions del Partit i dirigia el treball polític dins d'una unitat. Instruïa les tropes sobre el Marxisme-Leninisme, el punt de vista soviètic dels afers internacionals, així com de les tasques del Partit en les Forces Armades. Durant la II Guerra Mundial els zampolits van perdre l'autoritat de vetar les decisions dels comandants, però van retenir el dret a informar a l'oficial polític superior o a l'organització sobre les actituds polítiques i l'actuació del comandant de la unitat.
El 1989, un 20% del personal de les Forces Armades eren membres del Partit o del Komsomol. Dins del cos d'oficials, aquesta xifra pujava fins al 90%.

### Efectius i tropa

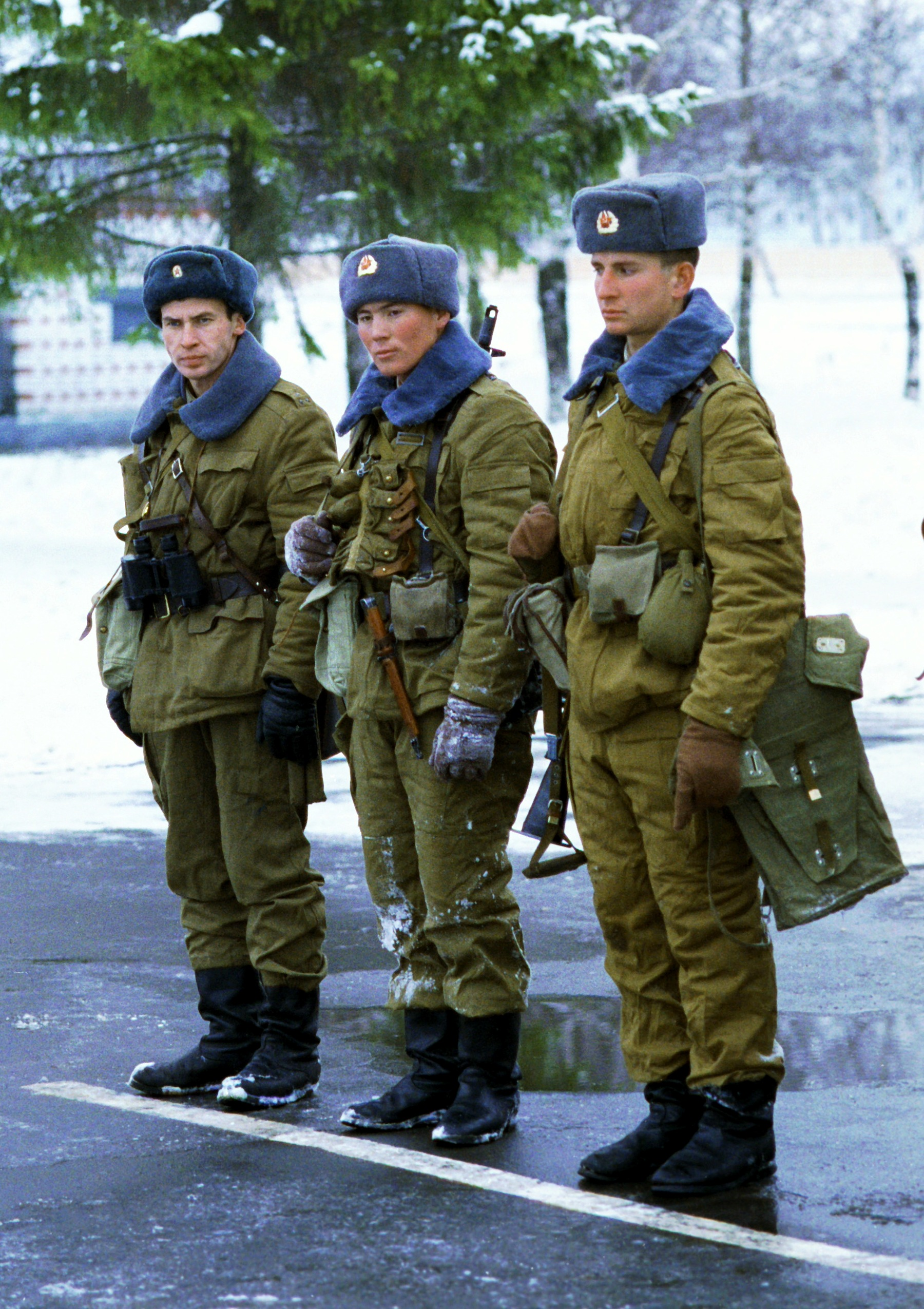
Soldats de la Divisió Tamasnskaia.

Les Forces Armades soviètiques es nodrien mitjançant les lleves, les quals van ser reduïdes el 1967 de 3 a 2 anys de servei militar. Aquest sistema era administrat mitjançant els milers de comissariats militars (военный комиссариат, военкомат (voienkomat)) estesos per tota la Unió Soviètica. Entre gener i maig de cada any, tots els nois soviètics havien de presentar-se al voienkomat local per ser jutjat si era apte per al servei militar, després d'una sèrie de citacions basades en llistats donats per les escoles i treballs de la zona. El voienkomat treballava basant-se en unes quotes enviades per un departament de l'Estat Major General, on es deia quants joves es necessitaven per a cada servei i branca de les Forces Armades. Els nous reclutes eren agafats per un oficial de la seva futura unitat i normalment enviats en tren pel país. A la seva arribada, començaven el Curs dels Joves Soldats, i passaven a formar part d'un sistema de patentes i dominació pels veterans, conegut com a dedovixina, literalment, mandat dels ancians. Hi havia una quantitat molt baixa de sots-oficials professionals, car la majoria de sergents eren reclutes enviats a cursos intensius per preparar-los pels càrrecs de comandants de secció i escamot. Aquests sergents reclutats eren suplementats pels Praporxtxik (Oficial tècnic), creats a la dècada de 1960 per poder adquirir la major necessitat de coneixements i habilitats requerides per a l'armament modern.

## Armament i equipament
La Unió Soviètica va establir una gran indústria d'armaments pròpia com a part del programa d'industrialització de Stalin durant les dècades de 1920 i 1930. El fusell Mosin-Nagant, amb carregador de cinc bales i accionat per forrellat va ser la principal arma de foc de l'Exèrcit Roig durant la Segona Guerra Mundial. Entre 1930 i 1945 es fabricaren uns 17 milions de fusells Mosin-Nagant, model 91/30. El 1943 es començà a treballar amb el model M44, destinat a substituir el M91/30, iniciant-se la producció a gran escala el 1944 i fins al 1948, quan va ser substituït pel fusell semiautomàtic SKS.
Durant tota la II Guerra Mundial, l'Exèrcit Roig va patir d'una gran mancança d'armes semiautomàtiques i metralladores. El SVT Tokarev semiautomàtic Models 38 i 40 usava el mateix projectiu 7,62x54R usat pels mosin-Nagants; però mai no va ser fabricat en la mateixa quantitat que els Mosin-Nagants i no els va substituir. L'experimentació soviètica amb armes petites començà durant la Segona Guerra Mundial. El 1945, l'Exèrcit Roig adoptà el Simonov SKS, una carabina semiautomàtica de 7,62x39mm. El 1949 s'inicià la producció del fusell d'assalt AK-47 Kalaixnikov de 7,62x39mm: es preveia usar-lo conjuntament amb els SKS, però ben aviat els reemplaçà completament. El 1978, la producció del AK-74] de 5,45x39mm substituí la de l'AK-47, car usava menys de la meitat de les peces de l'AK-47. Els dissenyadors soviètics el presentaren com a contrapartida del projectil 5,56x45mm usat al fusell d'assalt M-16, sent encara emprat avui per l'exèrcit rus.